# Leros (firma)
LEROS, s.r.o. je český výrobce farmaceutických bylinných směsí, bylinných, ovocných i dalších čajů. V České republice zajišťuje také výkup léčivých rostlin pro vyráběné směsi. Čaje a bylinné směsi prodává nejen na domácím trhu, své zastoupení má na řadě míst celého světa. Tržby společnosti dosahují téměř 200 miliónů korun.

## Historie
- Činnost v oboru zahájil Leros, s.r.o. v roce 1995[3][1]
- Svým působením navazuje předchozí činnost privatizovaného státního podniku Léčivé rostliny, s.p.

## Význam a produkce
Základem výroby společnosti Leros, s.r.o. jsou farmaceutické čajové směsi Leros. Tyto směsi mají certifikaci léčivého přípravku Státního ústavu pro kontrolu léčiv (SÚKL). Sortiment je rozšířen o čaje a doplňky stravy – především bylinné, dále ovocné, černé i zelené čaje. Pro výrobu čajů využívá společnost ve značné míře vlastní suroviny, zajišťuje výkup bylin v České republice. Obchodní zastoupení má např. na Novém Zélandu, Tchaj-wanu, Ukrajině, Bělorusku, USA, Vietnamu.

## Vybrané známější značky
- Stomaran
- The Salvat
- Pulmoran
- Reduktan
- Diabetan
- Visual Perfect
- Species urologicae Planta
- Millenium

## Výrobky
Výrobní sortiment.

- LEROS – farmaceutické směsi – sypané
- LEROS – farmaceutické směsi – v nálevových sáčcích
- LEROS – byliny – sypané
- LEROS – byliny – v nálevových sáčcích
- LEROS Baby (řada určená pro miminka a jejich matky; bylinné a bylinno-ovocné čaje)
- LEROS Natur (bylinné směsi pro prevenci různých zdravotních problémů)
- MILLENIUM Vital (směsi léčivých bylin v kombinaci se zeleným čajem nebo ovocem)
- MILLENIUM (ovocné, zelené, černé čaje, rooibos)
- PANDA (běžné konzumní čaje)